# Nesozineus
Nesozineus es un género de escarabajos longicornios de la subfamilia Lamiinae.

## Especies
- Nesozineus alphoides (Lane, 1977)
- Nesozineus amazonicus Martins & Galileo, 2010
- Nesozineus apharus Galileo & Martins, 1996
- Nesozineus armatus Galileo & Martins, 1996
- Nesozineus ateuchus Galileo & Martins, 1996
- Nesozineus bisignatus Hoffmann, 1984
- Nesozineus bucki (Breuning, 1954)
- Nesozineus clarkei Galileo & Martins, 2007
- Nesozineus fraterculus Hoffmann, 1984
- Nesozineus galapagoensis (Van Dyke, 1953)
- Nesozineus galapagoensis variabilis Linsley & Chemsak, 1966
- Nesozineus galapagoensis williamsi (Van Dyke, 1953)
- Nesozineus giesberti Galileo & Martins, 2007
- Nesozineus granosus Galileo & Martins, 1996
- Nesozineus griseolus Hoffmann, 1984
- Nesozineus griseomaculata Tavakilian & Néouze, 2013
- Nesozineus juninensis (Lane, 1970)
- Nesozineus kawensis Tavakilian & Néouze, 2013
- Nesozineus larrei Tavakilian & Néouze, 2013
- Nesozineus lineolatus Galileo & Martins, 1996
- Nesozineus marmoratus Galileo & Martins, 1996
- Nesozineus morrisi Wappes & Santos-Silva, 2020
- Nesozineus obscurus Hoffmann, 1984
- Nesozineus osorioensis Galileo & Martins, 2012
- Nesozineus peruanus Galileo & Martins, 2007
- Nesozineus probolus Galileo & Martins, 1996
- Nesozineus propinquus Hoffmann, 1984
- Nesozineus puru Galileo & Martins, 2007
- Nesozineus similis Galileo & Martins, 2006
- Nesozineus triangulus Bezark & Santos-Silva, 2022
- Nesozineus triviale Galileo & Martins, 1996
- Nesozineus unicolor Martins, Galileo & Limeira-de-Oliveira, 2009
- Nesozineus wappesi Galileo, Martins & Santos-Silva, 2015
- Nesozineus zonatus Galileo & Martins, 1996